# Paratacamita-(Mg)
La paratacamita-(Mg) és un mineral de la classe dels halurs que pertany al grup de l'atacamita. Rep el nom de la seva relació estructural amb la paratacamita i el contingut de magnesi.

## Característiques
La paratacamita-(Mg) és un halur de fórmula química Cu₃(Mg,Cu)(OH)₆Cl₂. Va ser aprovada com a espècie vàlida per l'Associació Mineralògica Internacional l'any 2013, sent publicada per primera vegada el mateix any. Cristal·litza en el sistema trigonal. La seva duresa a l'escala de Mohs es troba entre 3 i 3,5. És l'anàleg de magnesi de la paratacamita i la paratacamita-(Ni). Químicament es troba relacionada amb la feodosiyita.

## Formació i jaciments
Va ser descoberta a Cuya, una localitat situada a la vall de Los Camarones, a la província d'Arica (Regió d'Arica i Parinacota, Xile), on es troben cristalls en forma de rombes i prismes de fins a 0,3 mm de mida. Aquest indret és l'únic a tot el planeta on ha estat descrita aquesta espècie mineral.